# Бургиу, Яков Яковлевич
Бургиу Яков Яковлевич (1941—2003) — писатель, сценарист, режиссёр, актёр. Муж оперной певицы Светланы Пайковой-Бургиу. Мастер искусств Молдавии (1999).

## Биография
Родился 3 июля 1941 года в селе Заикань Рышканского района Республики Молдова. После окончания средней школы поступил на физико-математический факультет Педагогического института в Бельцах. Спустя полгода, после конкурса, был зачислен в качестве актёра в Бельцский драматический театр, где проработал два года (1958—1960). Продолжил карьеру в театре «Лучафэрул» в Кишиневе (1960—1964 гг.).
Его первые рассказы появились на страницах журнала «Нистру» в 1962 году. В 1967 году стал членом Союза писателей Молдовы. На протяжении 1965—1968 гг. ‒ режиссёр Комитета радио и телевидения при Совете Министров МССР.
В 1969 году окончил режиссёрский факультет Всесоюзного института кинематографии в Москве (ВГИК), студию Игоря Таланкина, и в том же году стл режиссёром студии «Молдова-филм», с 1975 года ‒ член Союза кинематографистов Молдовы.
В качестве режиссёра и сценариста реализовал ряд художественных и документальных фильмов. В качестве писателя опубликовал три книги прозы и четыре сборника стихов.
Он является также автором двух пьес: «Лэпушняну» и «Землетрясение».
Занимал должность начальника Управления театра, музыки, фильмов и изобразительного искусства, был заместителем министра (1990—1994). В 1995—1997 ‒ директор Национального центра литературоведения и музеографии им. М. Когэлничану, в 1997 стал советником президента по вопросам культуры и культов в Республике Молдова.
Умер 28 июня 2003 года в Кишиневе.

## Художественные фильмы
- «Колинда», 1969 — дипломная работа во ВГИКе («Телефильм-Кишинев»).
- «Крутизна», 1970 г. — соавтор сценария с В. Бешлягэ и В. Ройковским.
- «Дом для Серафима», 1973 г.
- «Не верь крику ночной птицы», 1976 г.
- «Будь счастлива, Юлия!», 1983 г.

## Документальные фильмы
- «47я параллель», 1966 г.
- «Земля не забудет», 1975 г.
- «Баллада о дереве», 1975 г.
- «Мама», 1978 г.
- «Сестры», 1978 г.
- «Кодры», 1978 год.
- «Влад Иовицэ», 1985 г.
- «Президент», 2000 г.

## Проза
- «Солнце с тростью»
- «Красный лебедь»
- «Сорэ Луме»

## Стихи
- «Навстречу Миоаре»
- «Солнечные ветра»
- «Римские цифры: на плитах Голгофы»
- «Рву колосья в воскресенье»

## Театральные пьесы
- «Александру Лэпушняну»
- «Землетрясение»

## Награды и титулы
- Медаль «Михай Эминеску», 1996 г.
- Заслуженный деятель искусств, 1999 г.

## Общественная деятельность
- 1987—1989 гг. — консультант секции драматургии Союза писателей Молдовы
- 1989—1990 гг. — начальник отдела искусств и связей с творческими союзами Министерства культуры.
- 1990—1994 гг. — первый заместитель министра культуры и религий.
- 1994—1995 гг. — заведующий секцией Союза писателей
- 1995—1997 — директор Национального центра литературоведения и музейного дела «М. Когэлничану»
- Январь 1997 г. — апрель 2001 г. — советник президента по вопросам культуры и религий в Республике Молдова